# روامهران
روامهران(روان مهران)، دهستانی از توابع بخش نوق شهرستان رفسنجان در استان کرمان ایران است. این روستا در فاصله ۵ کیلومتری بهرمان و ۷۰ کیلومتری رفسنجان و ۴۵ کیلومتری انار (شهر) قرار دارد.
روامهران براساس تقسیمات جدید کشوری در سال ۱۴۰۳،از روستا به دهستان مرکزی بخش نوق ارتقاء یافت.

## جمعیت
طبق نتایج سرشماری عمومی نفوس و مسکن ۱۳۹۵، دارای ۳۲۰ خانوار و ۱۰۷۴ نفر جمعیت می‌باشد .

## محصول کشاورزی
محصول کشاورزی ساکنان روستاپسته می‌باشد.